# نیم‌دایره نامطلوب
نیم دایره نامطلوب (به انگلیسی: Unfavorable Semicircle) یک کانال منحل شده در یوتیوب است که به دلیل حجم زیاد و ماهیت غیرعادی ویدیوهای منتشر شده مورد توجه قرار گرفته است. بی‌بی‌سی از نیم دایره نامطلوب به عنوان «عجیب‌ترین معمای یوتیوب» یاد کرده است. از نیم دایره نامطلوب به عنوان «یکی از ۱۰ کانال برتر یوتیوب» نیز یاد می‌شود.

## منشا
در مارس ۲۰۱۵، یک حساب یوتیوب با عنوان نیم دایره نامطلوب ایجاد شد. این کانال در تاریخ ۵ آوریل شروع به آپلود تعداد زیادی ویدیو کرد این کانال همچنان تعداد زیادی ویدیو را با عنوان نماد کمان یا یک عدد شش رقمی تصادفی یا هر دو عنوان می‌کرد، اما اکثر آنها فاقد توضیحات بودند. ویدئوها اغلب تصاویر انتزاعی و پیکسلی را نمایش می‌دهند. در برخی موارد آنها فقط یک نقطه را در زمینه قهوه ای جامد نشان می‌دهند. برخی از ویدیوها صدا را حذف می‌کنند در حالی که برخی صداهای تحریف شده دارند. طول برخی از ویدیوها تنها چند ثانیه است، در حالی که برخی دیگر بسیار طولانی‌تر هستند. مدت یک ویدیوی کاملاً بی‌صدا ۱۱ ساعت بود.

## توجه و ناپدید شدن
با توجه به حجم بارگذاری و ماهیت عجیب و غریب ویدیوها، ناظران شروع به توجه کردند. در نهایت یک انجمن کوچک در Reddit تشکیل شد تا این کانال را بررسی کند. حدس و گمان دربارهٔ اینکه این کانال ممکن است برای چه چیزی باشد شامل: یک بازی واقعیت جایگزین، کار فردی با «ذهن آشفته»، یک کانال آزمایشی شبیه به وب‌درایو تورسو، یک ایستگاه اعداد آنلاین، و هنر بیگانه. به گفته متخصص امنیت رایانه، آلن وودوارد در دانشگاه ساری، احتمالاً «بیش از حد پیچیده» است که یک ایستگاه اعداد باشد، و همچنین بعید است که یک پازل استخدام باشد زیرا معمولاً به نوعی اعلام می‌شود. کانال نیم دایره نامطلوب در فوریه ۲۰۱۶ توسط یوتیوب به حالت تعلیق درآمد، مدت کوتاهی پس از به دست آوردن تبلیغات در نتیجه گزارش بی‌بی‌سی در مورد آن.